# United States Army Air Service

Insignien des Air Service „Prop and Wings“

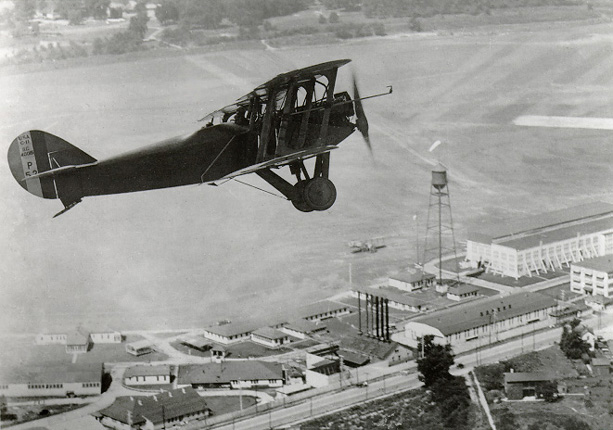
LUSAC 11 über McCook Field, 1919

Das United States Army Air Service (offiziell Air Service, United States Army) war die von 1918 bis 1926 bestehende Vorgänger-Organisation der United States Air Force. Sie wurde gegen Ende des Ersten Weltkriegs von Präsident Woodrow Wilson durch eine Executive Order am 24. Mai 1918 gegründet. Durch das National Defense Act von 1920 bekam das Air Service eine gesetzliche Grundlage und wurde zu einer eigenen Kampfabteilung innerhalb der US Army wie beispielsweise die Infanterie, die Kavallerie oder das Army Corps of Engineers. Geleitet wurde das Air Service von einem Chief of Air Service im Rang eines Generalmajors (davor von einem Director of Air Service). Die Truppenstärke betrug ab 1920 ungefähr 10.000 Mann. Streitigkeiten von Vertretern einer eigenständigen Luftwaffe (unter anderem Brigadegeneral Billy Mitchel) und Militärs, die das Air Service primär als Unterstützungseinheit für die Bodentruppen sahen, führten am 2. Juli 1926 zur Schaffung des United States Army Air Corps. Das United States Army Air Service war mit Flugzeugen vom Typ SPAD S.XIII, Nieuport 28, Salmson Sal II und Airco DH.4 ausgerüstet.
Vorformationen des Army Air Service führten bereits Anfang 1918 erste Kampfeinsätze im umkämpften Frankreich durch. Nach Ende des Krieges kam die Organisation auch im Inland wie beispielsweise in der Schlacht um Blair Mountain zum Einsatz.

## Leiter des Air Service
Director of Air Service
- John D. Ryan (28. August 1918 bis 27. November 1918)
- Maj.Gen. Charles T. Menoher (2. Januar 1919 bis 4. Juni 1920)

Chiefs of Air Service
- Maj.Gen. Charles T. Menoher (4. Juni 1920 bis 4. Oktober 1921)
- Maj.Gen. Mason M. Patrick (5. Oktober 1921 bis 2. Juli 1926)